# Molepolole
Molepolole è un villaggio del Botswana situato nel distretto di Kweneng, sottodistretto di Kweneng East. Il villaggio, secondo il censimento del 2011, conta 66.466 abitanti.

## Località
Nel territorio del villaggio sono presenti le seguenti 94 località:
- Bapuleng,
- Basimane di 30 abitanti,
- Boditsane di 42 abitanti,
- Boditse di 11 abitanti,
- Boraabone,
- Diagane di 181 abitanti,
- Dithupe di 3 abitanti,
- Ditshukudu di 206 abitanti,
- Gamakoko di 11 abitanti,
- Gamawatle di 25 abitanti,
- Gamoleele di 51 abitanti,
- Gamolele,
- Gamonkga di 59 abitanti,
- Gapelo,
- Garuthwi di 18 abitanti,
- Gathoka di 214 abitanti,
- Goomasala di 27 abitanti,
- Katswane,
- Kgabodukwe di 107 abitanti,
- Kgomodinake di 52 abitanti,
- Kgopotelele di 30 abitanti,
- Khudu-ya-Majako di 162 abitanti,
- Konye di 157 abitanti,
- Letlapaneng di 28 abitanti,
- Losilakgokong di 28 abitanti,
- Lwale di 43 abitanti,
- Mabogo-a-Pitse di 46 abitanti,
- Madiabatho di 100 abitanti,
- Magagarape di 24 abitanti,
- Magokotswane di 87 abitanti,
- Mahibitswane di 72 abitanti,
- Maiso di 50 abitanti,
- Makgwapana,
- Mamhiko di 428 abitanti,
- Mamonane di 17 abitanti,
- Mamputhe di 17 abitanti,
- Mantsho di 173 abitanti,
- Manyedisa di 23 abitanti,
- Maologane di 45 abitanti,
- Maope di 21 abitanti,
- Mapapeng di 153 abitanti,
- Marapalalo di 99 abitanti,
- Masebosebo,
- Mhatane di 18 abitanti,
- Mhatswe di 17 abitanti,
- Mmakanke di 193 abitanti,
- Mmamarobole di 54 abitanti,
- Mmamojewa di 46 abitanti,
- Mmutle di 48 abitanti,
- Mogagole,
- Mogahe di 141 abitanti,
- Mokata di 34 abitanti,
- Monyatale di 149 abitanti,
- Mosanteng di 15 abitanti,
- Mosekele di 46 abitanti,
- Moshawaneng di 72 abitanti,
- Mosimanemogolo di 17 abitanti,
- Mosinki di 151 abitanti,
- Mosokotswe di 376 abitanti,
- Mosokwane di 25 abitanti,
- Motlhowe di 26 abitanti,
- Motloletsatshega di 134 abitanti,
- Mpadithate di 4 abitanti,
- Mpue di 17 abitanti,
- Nakalebe di 8 abitanti,
- Ngope-la-Thagadi di 55 abitanti,
- Ngwanaphiri di 16 abitanti,
- Ntsedimane di 40 abitanti,
- Peloyathwane di 123 abitanti,
- Phatlhaneng di 74 abitanti,
- Phiring di 73 abitanti,
- Ramabonakgomo di 39 abitanti,
- Ramagapu di 88 abitanti,
- Rammala di 85 abitanti,
- Ramotimane di 37 abitanti,
- Rapalama di 58 abitanti,
- Ratshere di 67 abitanti,
- Sekgwasentsho di 6 abitanti,
- Seloko di 72 abitanti,
- Selokwana di 56 abitanti,
- Selokwane di 29 abitanti,
- Semarule di 154 abitanti,
- Seribotsane di 52 abitanti,
- Sesanankgopa di 132 abitanti,
- Setswaneng di 2 abitanti,
- Sukwane di 32 abitanti,
- Suping di 537 abitanti,
- Thobokwe di 21 abitanti,
- Tlapeng di 152 abitanti,
- Tshelesele di 51 abitanti,
- Tshiping di 61 abitanti,
- Tshupane di 65 abitanti,
- Tswete di 29 abitanti,
- Water Affairs Camp